# Deane Keller
Deane Keller (New Haven, 14 dicembre 1901 – Hamden, 12 aprile 1992) è stato un pittore, militare e professore universitario di Storia dell'Arte statunitense, ufficiale della V Armata statunitense.
Ha operato per 40 anni alla Yale University's School of Fine Arts.
Capitano della V Armata statunitense, entrò in Pisa il 2 settembre 1944, con il compito specifico di censire i danni subiti da monumenti ed opere d'arte. Suo ufficiale di collegamento fu il partigiano Pierino Fornaciari "Pedro", della XXIII Brigata Garibaldi "Guido Boscaglia", un laureato in lettere che fu in grado di condurre il capitano Keller presso i principali monumenti pisani. La sua opera di salvataggio e ripristino di quanto restava, in particolare, del Camposanto monumentale gli valse la Medaglia dell'Opera del Duomo conferitagli dal Comune di Pisa. 
Oltre che accademico e soldato, Keller fu un raffinato ritrattista, tanto da esser noto come "unofficial portraitist of the Yale faculty", ritrattista ufficioso della Università di Yale, avendo ritratto circa 160 tra colleghi ed eminenti uomini di scienza, oltre che politici.
Riposa nello stesso Campo Santo che ha contribuito a salvare. Sulla sua lapide la frase "Amicissimus ad amicos", ovvero: “L’amico migliore è presso i suoi amici”. Pisa non l'ha dimenticato.